# Western Electric
La Western Electric Company è stata un'industria statunitense di prodotti elettronici per la telefonia, fondata nel 1869. Per buona parte della sua storia è stata una società completamente controllata dalla AT&T, per la quale produceva il materiale necessario all'esercizio telefonico, dal 1881 al 1984, quando è stata smembrata.

## Storia

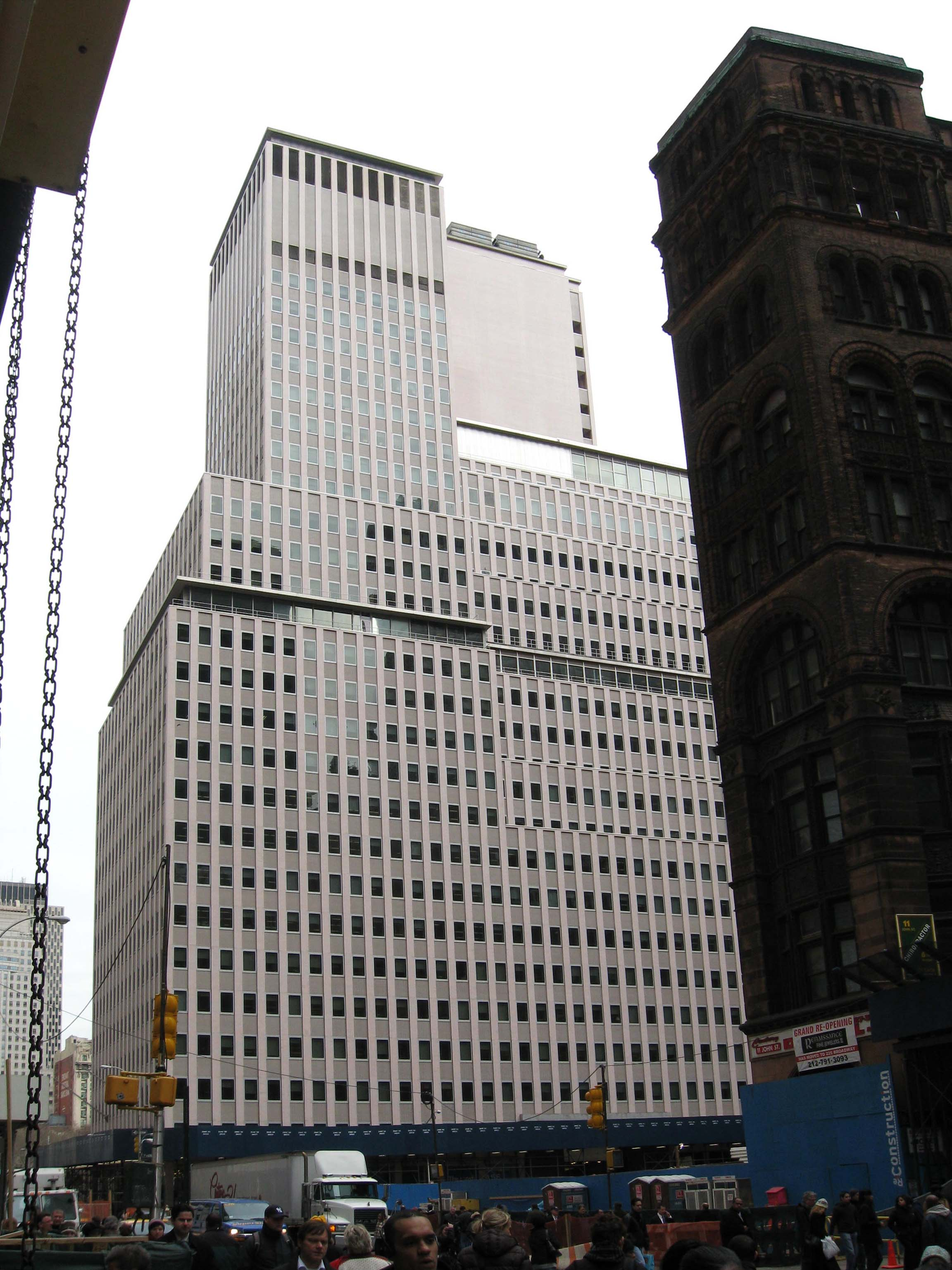
L'edificio di Broadway in cui si trovava la sede della società

### La fondazione
Nel 1869 il fabbricante di apparecchi telegrafici di Cleveland George Shawk entrò in società con Enos M. Barton e successivamente vendette la propria quota all'inventore Elisha Gray. Nel 1872 Barton e Gray si trasferirono a Chicago, dove registrarono la loro società con il nome di Western Electric Manufacturing Company. L'impresa produceva diversi tipi di apparecchi elettrici, fra cui macchine da scrivere, sveglie e lampade ed aveva uno stretto rapporto con la compagnia telegrafica Western Union, cui forniva relé ed altre apparecchiature.
Nel 1875 Gray vendette alla Western Union tutte le proprie attività, compreso il caveat che aveva registrato contro la richiesta di brevetto del telefono depositata da Alexander Graham Bell. La conseguente battaglia legale fra la Western Union e la Bell Telephone Company per il brevetto finì nel 1879 con la Western Union che si ritirava dal mercato telefonico e in cambio la Bell comprava la Western Electric nel 1881.
La Western Electric fu la prima impresa occidentale ad entrare in una joint venture con una società giapponese: infatti, nel 1899 assunse una partecipazione del 54% nella Nippon Electric Company, Ltd., l'odierna NEC.
Per evitare di subire un provvedimento antitrust, nel 1925 la AT&T, che era succeduta alla Bell, cedette alla ITT le proprie filiali estere, fra cui la Bell Telephone Manufacturing Company di Bruxelles. L'impresa produceva apparati di commutazione a rotori con il marchio Western Electric.
I Bell Telephone Laboratories erano controllati in quote paritetiche dalla Western Electric e dalla AT&T.

### Il monopolio

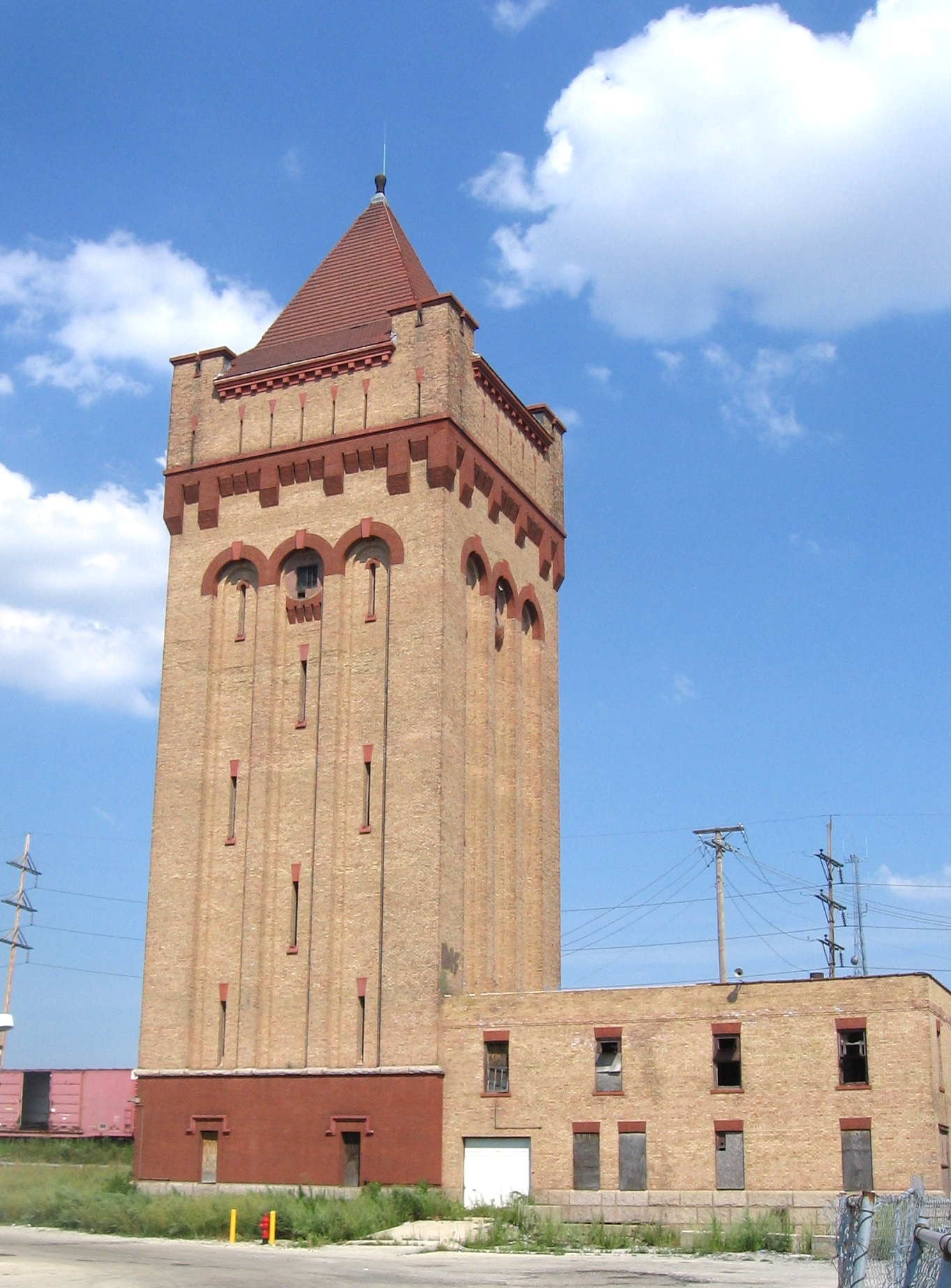
Lo stabilimento Hawthorne Works nel 2012

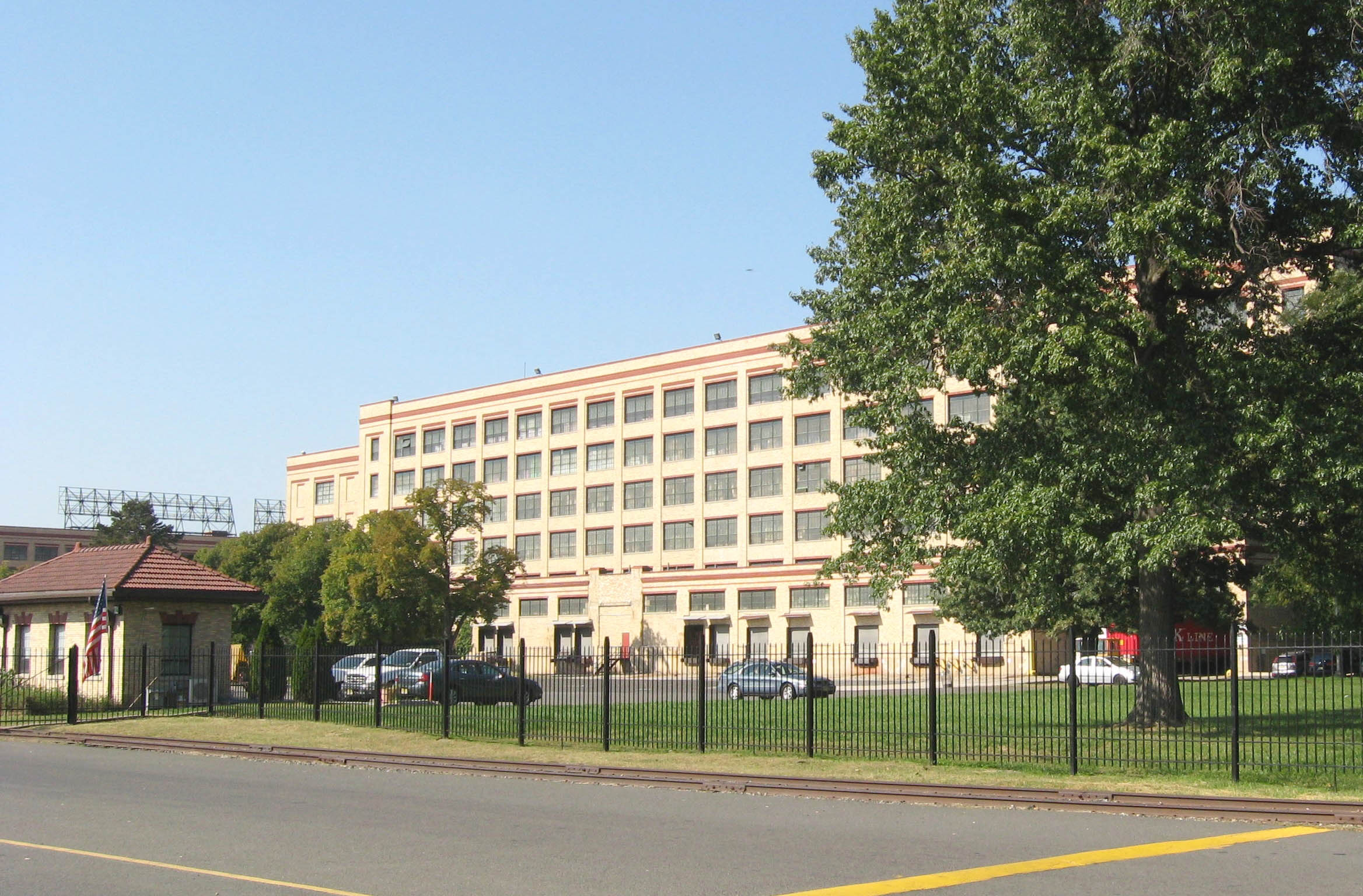
Lo stabilimento Kearny Works

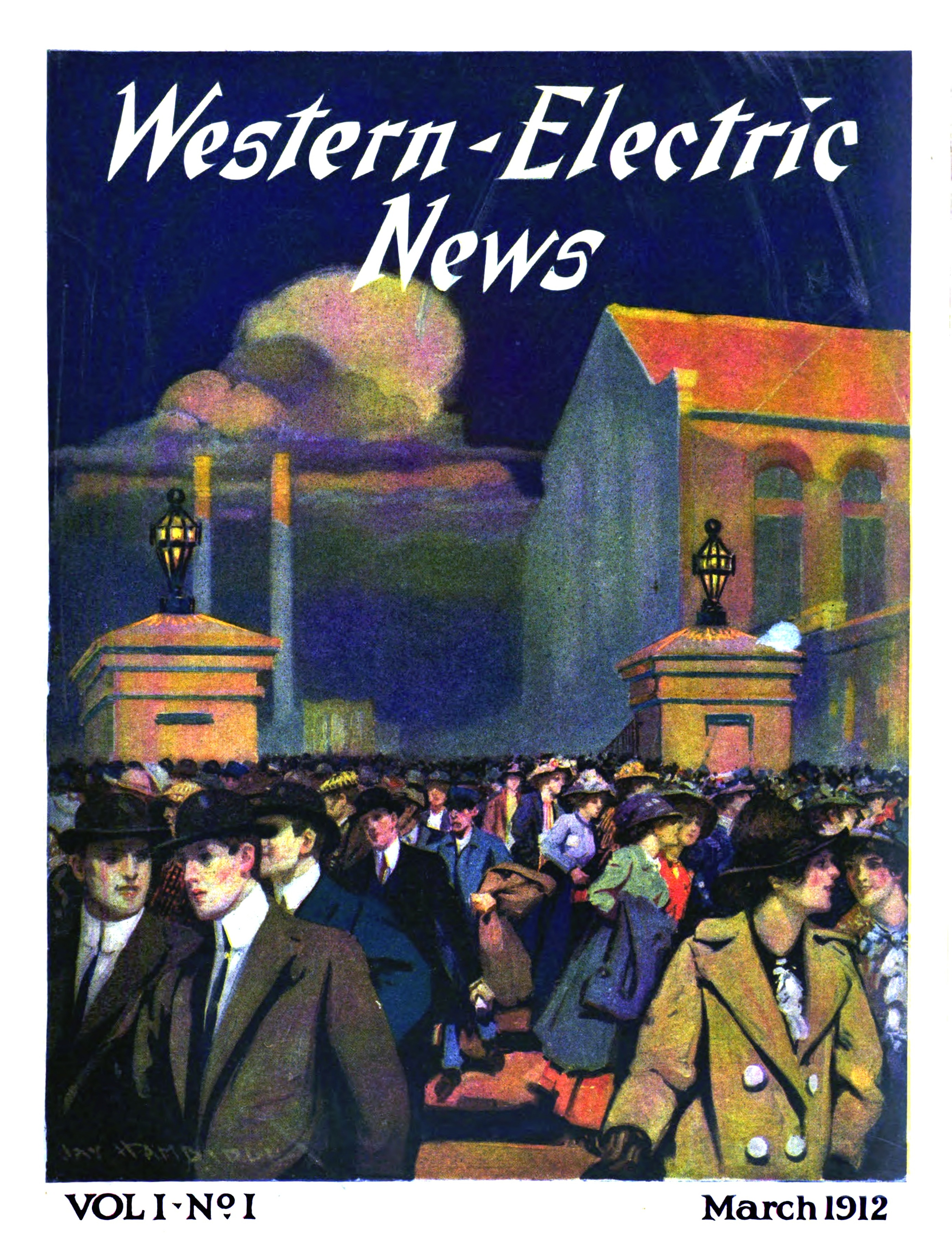
Copertina del primo numero della rivista per i dipendenti, marzo 1912

Nel 1915 le attività della Western Electric Manufacturing vennero trasferite ad una nuova società con sede a New York, chiamata Western Electric Company, Inc, interamente controllata dalla AT&T. L'operazione venne effettuata per permettere l'emissione di una categoria di azioni privilegiate prive del diritto di voto, non ammesse dal diritto societario dell'Illinois.
Nelle aree in cui fornivano il servizio telefonico le filiali del gruppo AT&T tutti gli apparecchi telefonici, tutti i componenti della rete telefonica, e tutti gli apparati collegati alla rete dovevano essere prodotti dalla Western Electric e nessun altro apparecchio poteva essere connesso alla rete della AT&T.
I telefoni prodotti dalla Western Electric non diventavano di proprietà degli utenti telefonici, bensì rimanevano di proprietà della compagnia telefonica locale del gruppo Bell, che era controllata dalla AT&T, la quale controllava altresì la Western Electric. I telefoni erano concessi in locazione per un canone mensile che era compreso nella bolletta. La Bell provvedeva a sostituire i telefoni difettosi o comunque inutilizzabili. Da questa politica conseguiva la robustezza dei telefoni Western Electric, ma anche uno scarso aggiornamento della progettazione dei modelli.
La AT&T proibiva agli utenti l'impianto di apparecchi di altri produttori sulla propria rete. Se un utente insisteva ad utilizzare un telefono diverso da quelli del "Bell System", doveva prima di tutto trasferirlo alla compagnia telefonica locale del gruppo Bell, che gliel'avrebbe affittato per un canone mensile. Negli anni settanta, quando gli utenti acquistavano sempre più apparecchi telefonici da altri produttori, la AT&T cambiò politica per i suoi telefoni Design Line: vendeva al cliente il "guscio" del telefono, mentre conservava la proprietà delle componenti interne, meccaniche ed elettriche, che continuavano ad esser date in affitto all'utente.
Poiché fino al 1983 i telefoni Western Electric ed i loro componenti potevano solo essere concessi in affitto agli abbonati, e venivano riparati dalle società del gruppo Bell senza costo per l'utente, questo portò i prodotti della Western Electric ad essere molto affidabili e durevoli, al fine di minimizzare gli interventi.

## Innovazione
La Western Electric investì fortemente sul miglioramento dei processi e dei macchinari produttivi.
Nel 1958 la società istituì l'Engineering Research Center (ERC) vicino a Princeton con un compito distinto da quello dei Bell Labs. Infatti, l'ERC era uno dei primi centri studi dedicato esclusivamente al miglioramento dei processi produttivi e non dei prodotti. Vi lavoravano più di quattrocento fra ricercatori e ingegneri.
Benché l'ERC fosse stato successivamente assorbito dai Bell Labs, così come il vicino Corporate Education Center della AT&T, venne chiuso alla fine degli anni novanta, vittima della deregulation nel campo delle telecomunicazioni, che aveva contratto le entrate derivanti dal servizio a lunga distanza ed aveva accelerato l'innovazione delle apparecchiature telefoniche attraverso l'aumento del numero dei produttori nel mondo.

### Telefonia

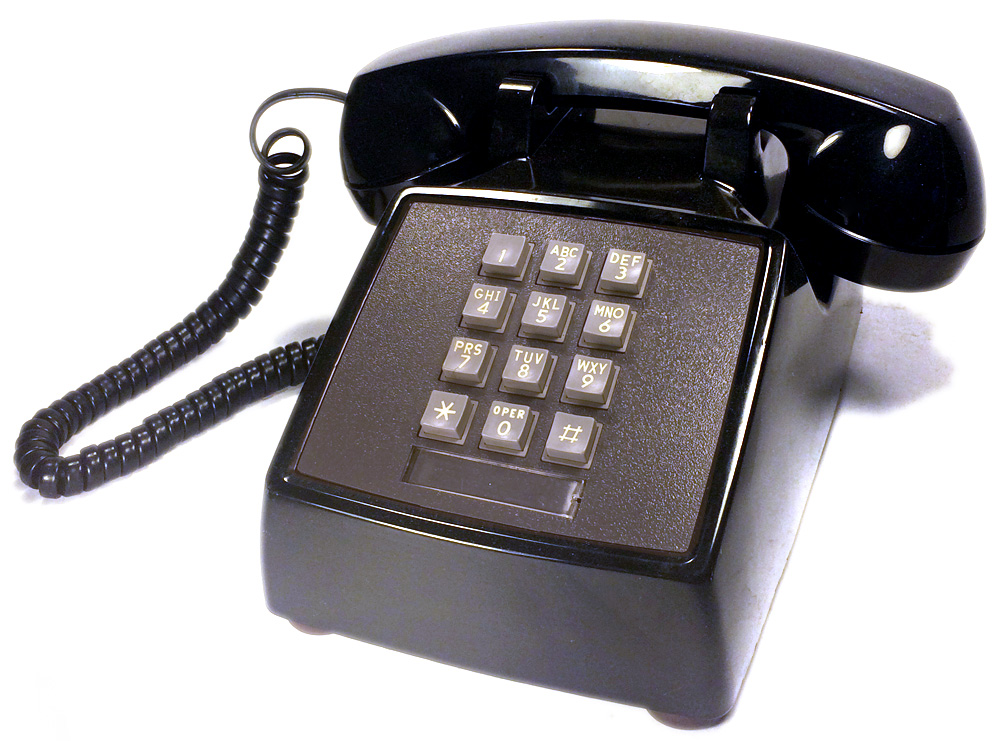
Telefono a pulsanti AT&T prodotto dalla Western Electric, modello 2500 DMG del 1980

Nel 1926, Western Electric produsse il primo telefono per la Bell System con cornetta completa di altoparlante e microfono. Fino a quel tempo i telefono erano solo in stile candlestick. Il primo modello fu il tipo A seguito nel 1928 dal tipo B.
Lo sviluppo elettromeccanico si accompagnava anche a quello elettrico, con l'introduzione di sistemi di cancellazione del rumore per diminuire il "ritorno" nella cornetta. Dopo l'introduzione del modello di telefono tipo D nel 1930, designato 102 (model 102 telephone), quello a riduzione del ritorno di voce fu il 202 (model 202 telephone). Questi modelli di apparecchi telefonici venivano forniti al cliente con un desk set box addizionale o anche con il subset, contenente il campanello, il solenoide, e un condensatore da interfaccia con la linea. Questi set venivano solitamente montati a parete, mentre il telefono era sulla scrivania.
Nel 1936 il modello 302 (model 302 telephone) venne annunciato, e fu il primo apparecchio telefonico Western Electric completo in una unica base con cornetta. Fu il telefono standard negli USA fino agli anni '50, e fu seguito dal modello 500 (model 500 telephone) presentato nel 1950, diventerà il più prodotto negli USA. Il modello 500 continuerà a essere prodotto nei decenni successivi con continui aggiornamenti nei materiali e nell'elettronica, fino ad essere dismesso nel 1986, quando venne sostituito in numero dal 2500, già esistente dal 1969. Il 2500 impiegava un sistema dual-tone multi-frequency (DTMF) a tastiera. La tecnologia DTMF fu messa sul mercato a marchio Touch-Tone.
Vennero prodotti anche i telefoni Princess telephone negli anni '60 ed il Trimline telephone.
Western Electric produsse ovviamente i sistemi telefonici delle centrali, dal 1915 il sistema di commutazione a rotazione e il Panel Machine Switching System (Panel switch), e poi il sistema pentaconta, e diverse generazioni di electronic switching system (ESS). Il No. 1 ESS fu installato nel 1965. Il 4ESS completamente digitale fu installato nel 1976. Nel 1981, venne introdotto il 5ESS.

### Cinematografia
Nel 1929, Western Electric entrò nel settore cinematografico con sistemi audio per il nascente cinema sonoro. Venne presentato il Western Electric Universal Base, per la proiezione di film e audio contemporaneamente. Western Electric produsse diversi tipi di altoparlanti a tromba per le sale cinematografiche. Con un'efficienza del 25%, potevano sonorizzare una sala con soli 3 Watt di potenza di amplificatore.
Divenuti fornitori della Bell System, Western Electric inventò e produsse sistemi come:
- Vitaphone
- Orthophonic, fonografo
- Westrex a densità variabile a codifica ottica sulle pellicole cinematografiche
- Westrex a codifica magnetica (mono e stereo)
- Westrex stereo variable-area optical sound
- Westrex (Model 3, e derivati) per stereofonia su vinile (StereoDisk®)

Per queste invenzioni si notano i marchi Westrex e Western Electric nelle pellicole cinematografiche fino agli anni '60 del XX secolo.

### Armi
Nel 1950, la Western Electric fu selezionata per il dimostratore SOSUS antisommergibile. Fu anche prima contraente per il Safeguard antibalistico, operativo dal 1975.

## La chiusura
Nel 1984 venne costituita una nuova società, la AT&T Technologies, Inc., per svolgere la funzione della Western Electric, che a sua volta venne smembrata in diverse società operative, fra cui la AT&T Technology Systems e la AT&T Network Systems.
La politica di taglio dei costi portò a ridisegnare e modernizzare i modelli di telefoni nel 1985, in particolare la plastica sostituì in molti casi il metallo. Nel 1986, con la chiusura dello stabilimento di Indianapolis, terminò la produzione di telefoni domestici negli Stati Uniti. La produzione di telefoni e centraline per le aziende continuò nello stabilimento di Shreveport fino al 2001. I telefoni domestici vennero riprogettati e la loro produzione venne spostata a Hong Kong, Singapore, in Cina e in Thailandia.
La Western Electric cessò definitivamente nel 1995, quando la AT&T Technologies divenne Lucent Technologies, in vista della cessione. Lucent divenne un'impresa indipendente nel 1996 e vendette molte attività a società come Avaya ed altre. Quello che rimaneva della Lucent si fuse con l'industria francese Alcatel, dando vita alla Alcatel-Lucent, che fu a sua volta assorbita dalla Nokia nel 2016.